# Agdistis parvella
Agdistis parvella là một loài bướm đêm thuộc họ Pterophoridae. Nó được tìm thấy ở Ả Rập Xê Út, Oman và Iran.